# Gongylonema pulchrum
Gongylonema pulchrum (synoniem: Gongylonema scutatum) is een parasitaire rondworm, die ook mensen kan infecteren. Het is een relatief dunne rondworm. Ze hebben aan het achtereind talrijke uitsteeksels, waarmee ze zich door de dunne huidlaag aan de binnenkant van de mond van de menselijke gastheer bewegen. De rondworm leeft van de epitheelcellen. Ook komen in de door de rondworm gemaakte gangen ontstekingen voor met een opeenhoping van exsudaten, die door Gongylonema pulchrum opgegeten worden. Wereldwijd zijn er sinds 1850 vijftig gevallen van besmetting bij mensen bekend.
Gongylonema pulchrum heeft als gastheer egels, honden, katten, herkauwers, konijnen en stinkdieren en als tussengastheer geleedpotigen.

## Beschrijving
Het voorste uiteinde bij beide geslachten is bedekt met talloze cuticulaire plaatjes met bij de nek een paar laterale papillen. De kleine mondopening verwijdt zich in de dorsoventrale richting. Rond de mond zit een cuticulaire verhoging, die de lippen omsluiten. Ook zitten er acht papillen laterodorsaal en lateroventraal rond de mond. Er zijn twee grote laterale amfiden. Aan de zijkanten van de staart van het vrouwtje zitten fasmidale (zintuig) openingen. Het staartuiteinde van het mannetje is asymmetrisch gevleugeld met 10 paar papillen en twee fasmidale openingen.  De gemiddelde lengte van het mannetje is 29,1 mm en dat van het vrouwtje 58,7 mm. De rondworm is zeer mobiel.

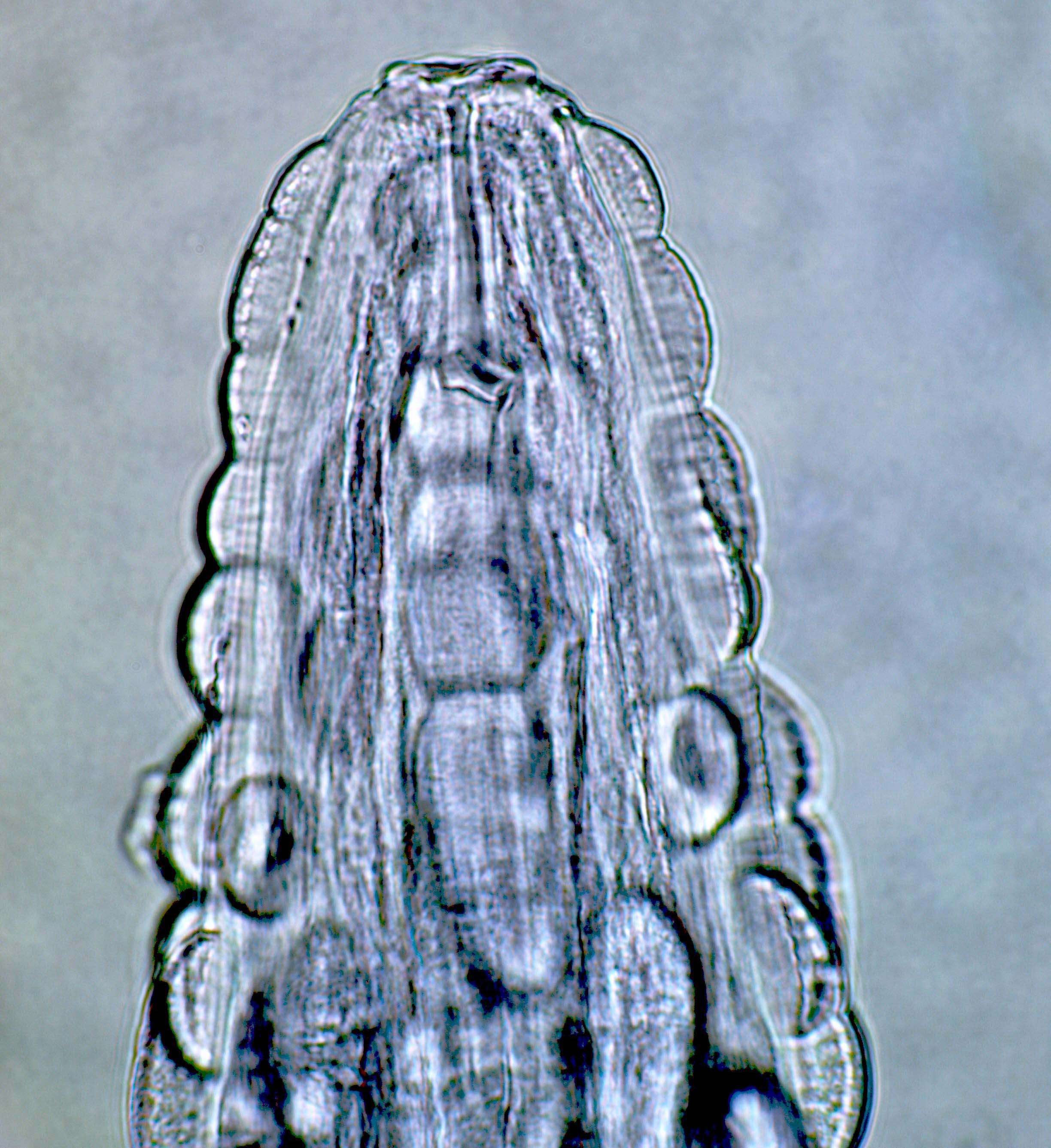
Kop
Mond. Papillen (pijlen), amfidiale opening (A), halvemaanvormige deuk (*)
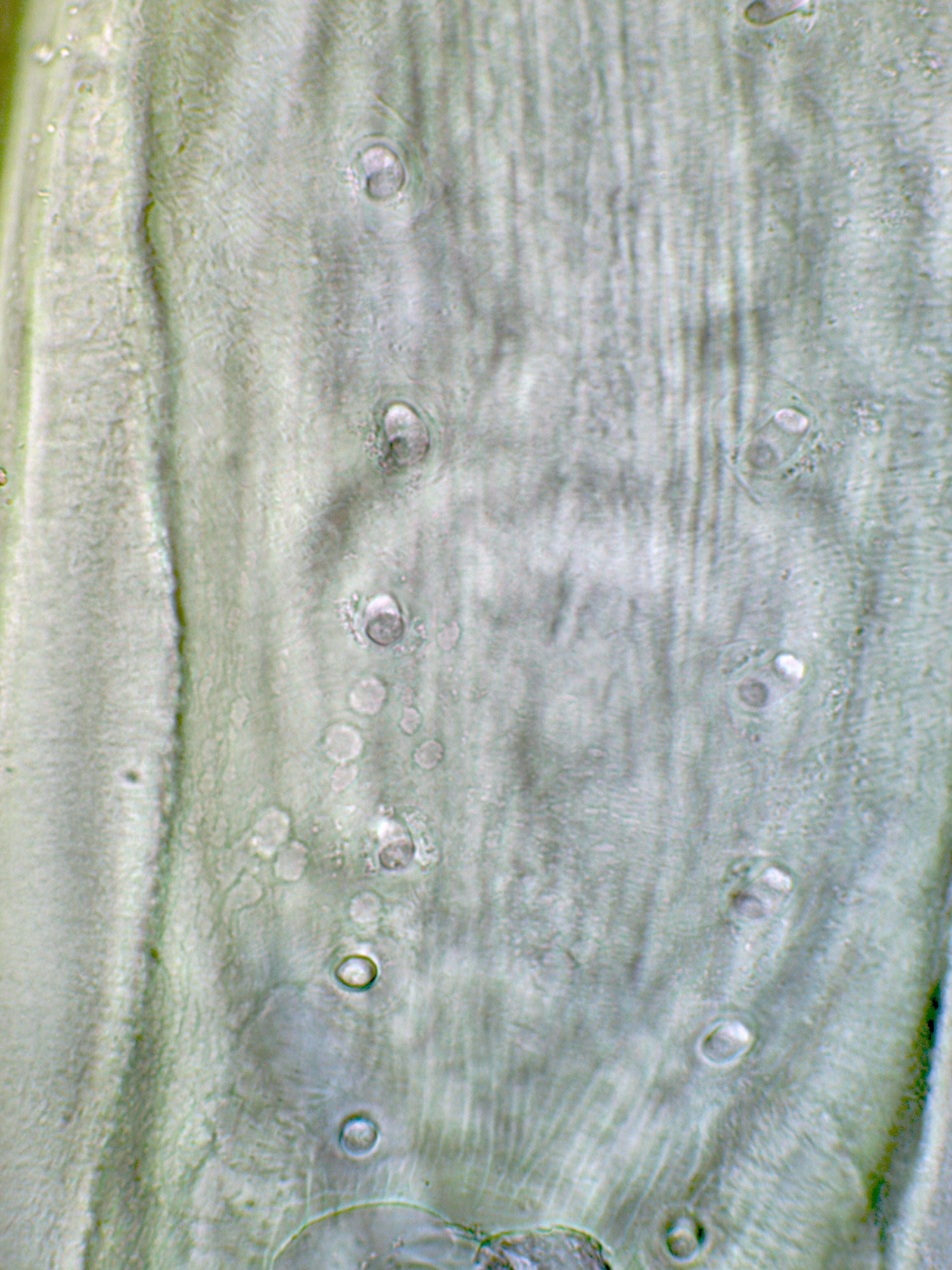
Vrouwtje: Precloacale papillae
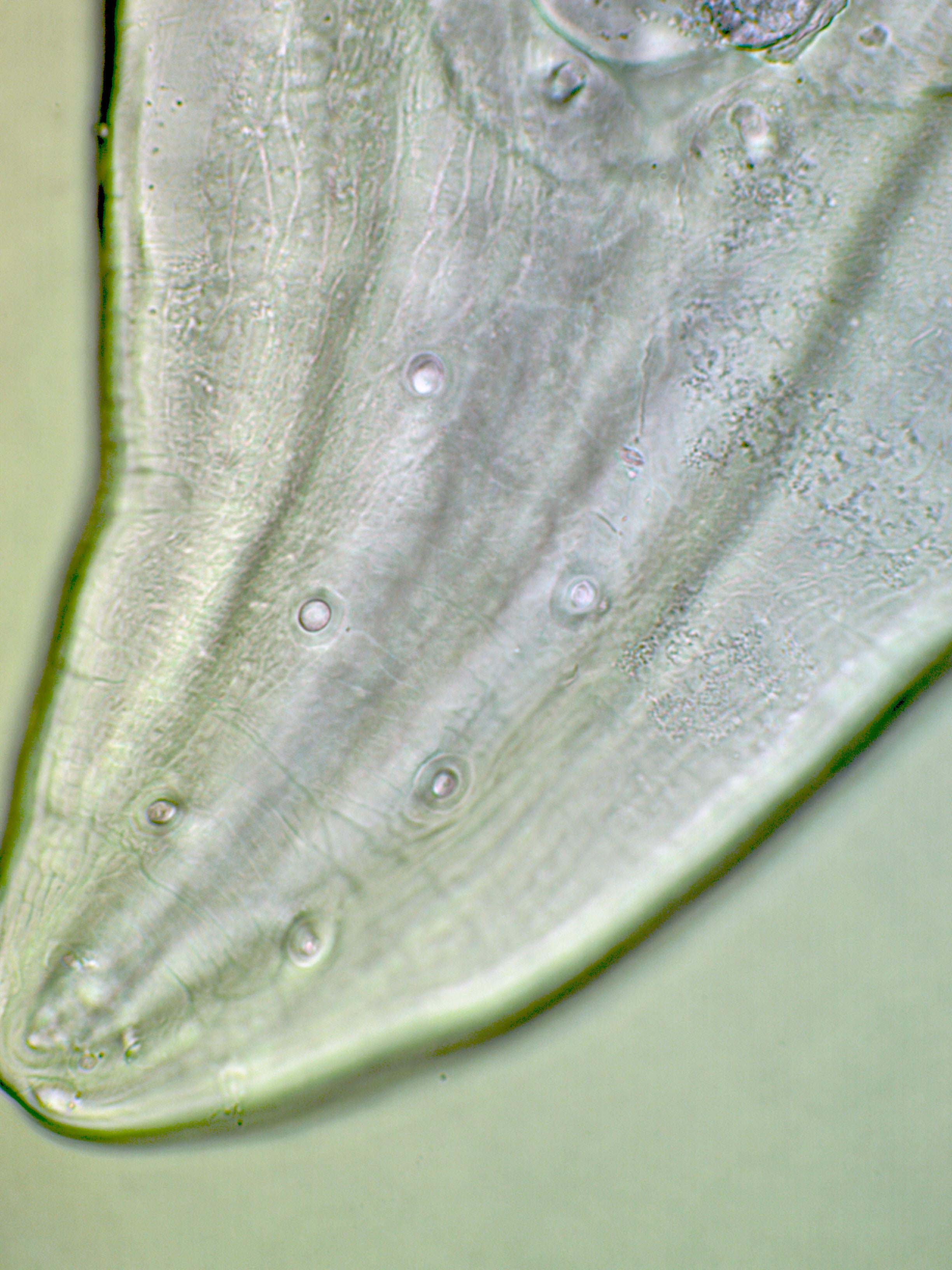
Vrouwtje: Postcloacale papillae
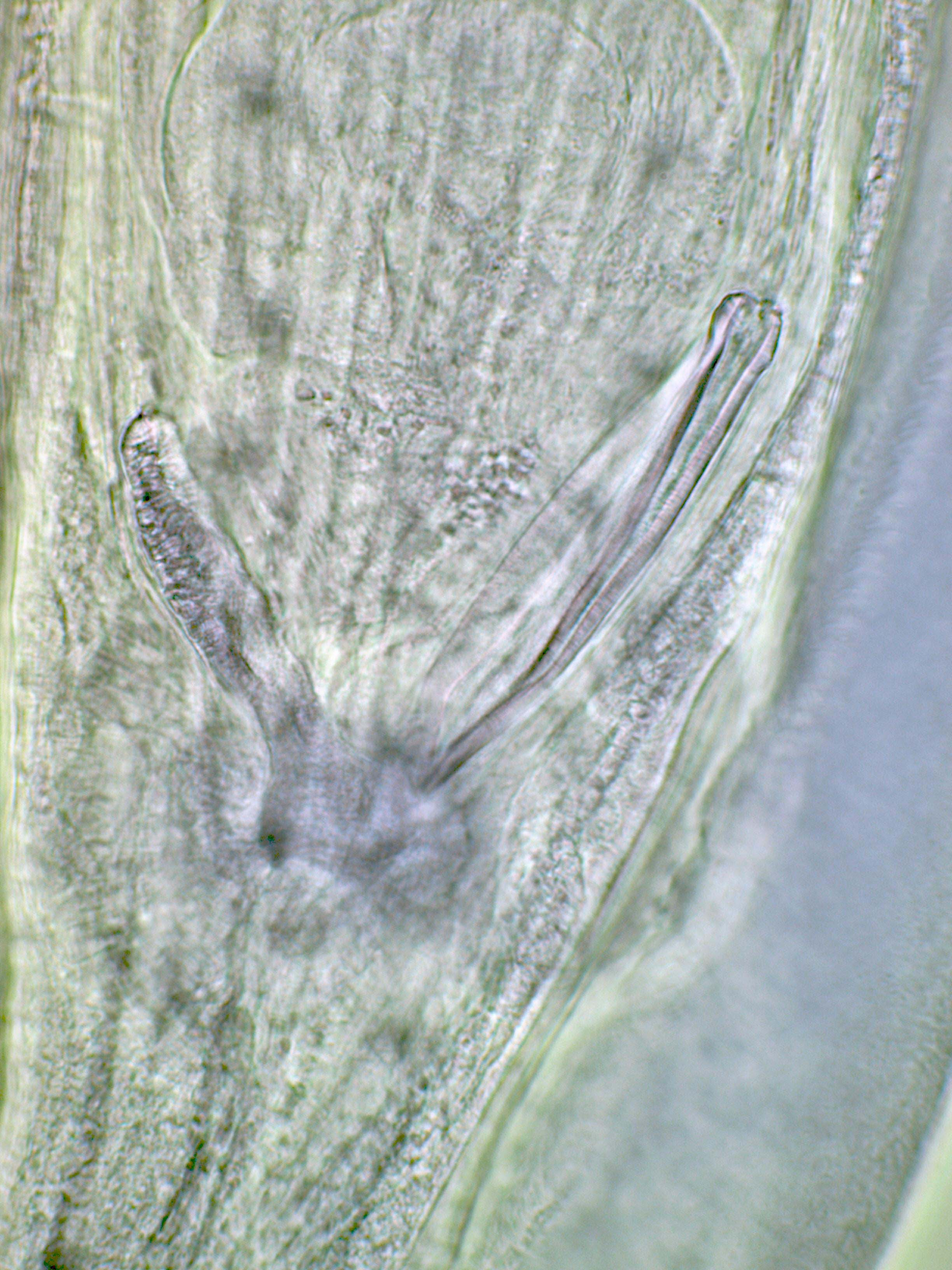
Staarteind van de mannelijke rondworm Gongylonema pulchrum met rechts het spiculum en links het gubernaculum.
Voorkant mannetje. 2. Kop mannetje. 3. Gevleugeld staarteind van mannetje
Gevleugeld staarteind mannetje met anale papillen
Vrouwtje in slokdarmepitheel van een Japanse makaak. Doorsnede met eieren en larve in baarmoeder (pijlen). x 120
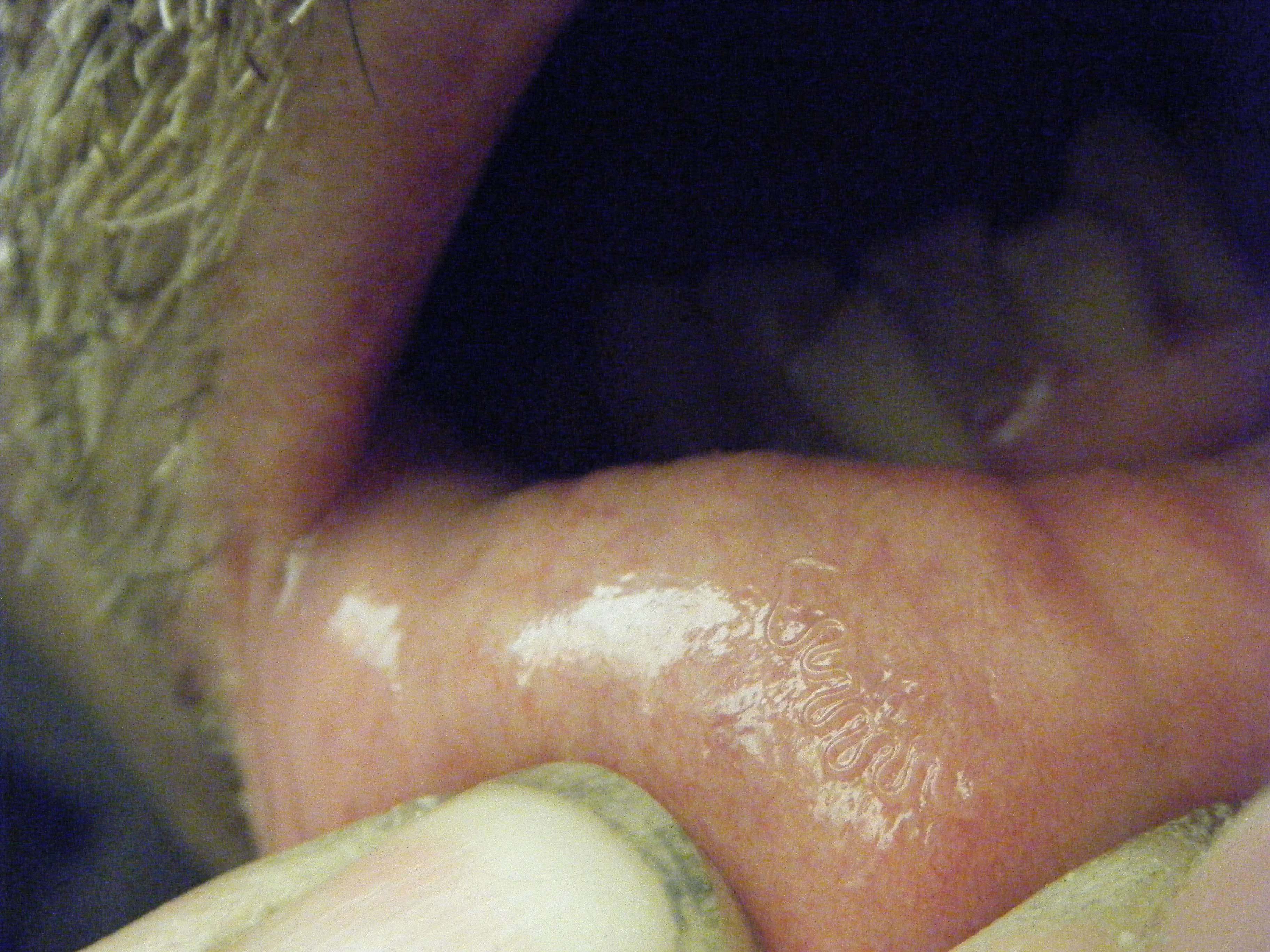
Gang van rondworm in menselijke lip

## Levenscyclus

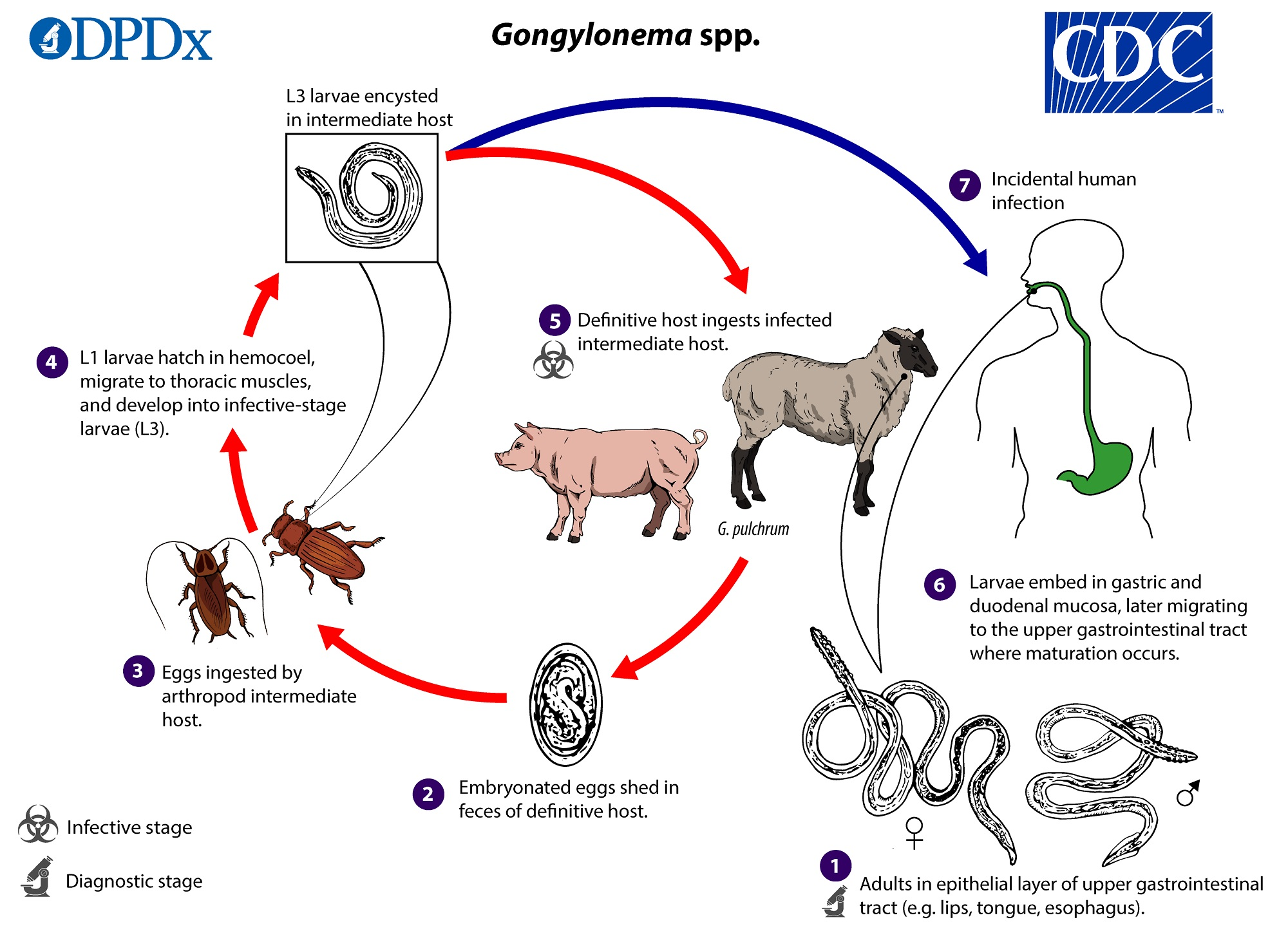
Levenscyclus

Volwassen rondwormen komen voor in het voorste deel van het maag-darmkanaal, zoals de mond, de slokdarm, de pens en de maag (1). De lange, dunne volwassen rondwormen zitten in ondiepe gangen in de plaveiselcelepitheeloppervlakken van deze weefsels; het vrouwtje produceert dikwandige eieren met daarin de L1-larven. De door het vrouwtje uitgescheiden eieren komen uit de gangen tijdens epitheliale afschilfering en worden door het maag-darmkanaal vervoerd en met de uitwerpselen uitgescheiden (2). Tussengastheerinsecten worden geïnfecteerd door inname van de eieren uit de uitwerpselen van de gastheer (3). De larven ontwikkelen zich in de lichaamsholte van de tussengastheer en worden uiteindelijk in de borstspieren ingekapseld als infectieuze L3-larven (4). Geschikte gastheren worden geïnfecteerd door het opeten van de besmette insecten (5). De L3-larven nestelen in het maagslijmvlies of de twaalfvingerige darm en migreren 2-3 maanden uiteindelijk naar het voorste gedeelte van het maag-darmkanaal (6). Migratie van de larven veroorzaken vaak karakteristieke zigzagvormige of sinusvormige gangen in de aangetaste epitheelweefsels. De larven worden volwassen in het voorste gedeelte van het maag-darmkanaal.
Menselijke infecties treden op door het eten van besmette geleedpotige tussengastheren, hetzij opzettelijk of per ongeluk, besmet voedsel of het drinken van besmet water (7). In deze gevallen zijn de rondwormen gevonden in het slijmvliesweefsel van de lippen, wang, tong, amandelen, tandvlees en soms de slokdarm (1). Een paar gevallen van eieren in de menselijke uitwerpselen zijn gedocumenteerd, wat te wijten kan zijn aan de onbedoelde consumptie van volwassen Gongylonema-rondwormen voorkomend in bepaalde soorten besmet vlees, zoals kippenmagen en varkenstongen.
Bij mensen is de incubatietijd maximaal zes weken en verschijnen de symptomen mogelijk pas bij de tweede vervelling van de rondworm. De jonge volwassen rondwormen gaan vanuit van de slokdarm naar het mondweefsel. Door deze bewegingen door het slijmvlies van de mond en lippen gaan patiënten klagen over symptomen. Gongylonema pulchrum graaft zich in de slijmvliezen van de slokdarm en andere delen van de mondholte in. Daar leggen de  vrouwtjes hun dikwandige eitjes met daarin de L1-larven. De larven hebben allemaal aan de kop een haak en rijen kleine stekels rond het stompe voorste uiteinde.

## Geschiedenis
Gongylonema pulchrum werd voor het eerst in 1857 genoemd en gepresenteerd door Molin. Het eerst gemelde geval was in 1850 door Dr. Joseph Leidy, toen hij een rondworm van de Universiteit van Pennsylvania afkomstig uit de mond van een kind identificeerde. Hij beschreef de rondworm oorspronkelijk als Filariae hominis oris en beschouwde de rondworm aanvankelijk als een Guineaworm (Dracunculus medinensis), maar vanwege de unieke locatie van de rondworm (de mondholte) en de relatief korte rondworm vergeleken met de Guineaworm, werd dit als onjuist gekenmerkt. De morfologische diagnose van de parasiet is enigszins gecompliceerd vanwege de variabele grootte van volwassen rondwormen en de grootte. die afhankelijk van de gastheer is.